# Prince of Persia: Zapomniane piaski
Prince of Persia: Zapomniane piaski (ang. Prince of Persia: The Forgotten Sands) – przygodowa gra akcji stworzona przez Ubisoft. Wersja na konsole ukazała się 18 maja 2010 roku, a na platformę Microsoft Windows 12 czerwca 2010 roku. Fabuła tej części gry powraca do uniwersum trylogii Piasków Czasu.

## Fabuła
Gra jest interquelem, jako że jej akcja rozgrywa się między Piaskami czasu, a Duszą wojownika. Książę odwiedza królestwo swojego brata, Malika. Na miejscu okazuje się, że znajduje się ono pod oblężeniem wrogiej armii. Malik podejmuje decyzję, by wykorzystać starożytną armię do uratowania swojego królestwa. Wbrew jego oczekiwaniom okazuje się, że nie jest w stanie kontrolować przywołanych wojowników, którzy zamieniają wszystkie żyjące istoty w piaskowe posągi. Zadaniem Księcia jest powstrzymanie armii i uratowanie królestwa swojego brata. W tym zadaniu pomoże mu Razia, tajemnicza postać będąca strażnikiem medalionu.
Wydarzenia zawarte w grze mają miejsce kilka miesięcy po Piaskach czasu.

## Umiejętności

### Główne moce
- cofanie czasu
- piaskowy pierścień – pierścień z piasku, którego można się chwycić w trakcie biegania po ścianach[17]
- piaskowa sfera – kula piasku, która pozwala księciu wyjść z opresji. W razie upadku można stworzyć taką strefę i odbić się od niej[17]
- ogień – ścieżka ognia, którą zostawia za sobą Książę. Przeciwnik odniesie obrażenia, gdy wejdzie z nią kontakt
- wiatr – „bieganie w powietrzu” umożliwia przedostanie się do wyżej umiejscowionych kondygnacji; wietrzny atak, błyskawiczne przemieszczanie się w z jednej platformy na drugą.
- ziemia – możliwość naprawiania pękniętych filarów, tak aby można było się ponownie po nich wspinać, kamienna zbroja chroniąca przed atakami przeciwników.
- woda – zamiana wody w ciało stałe; strumień zamienia się w kolumnę lub drążek do huśtania, kaskada w ścianę. Kolejną umiejętnością jest strzelanie soplami z lodu w stronę przeciwników.

### Moce dodatkowe
Zapomniane piaski posiadają system rozwoju postaci. W trakcie gry można „zakupić” nowe zdolności od dżina zwanego Razia oraz rozwijać te już poznane. Mistyczną postać znajdziemy w magicznym wymiarze, przypominającym fontannę życia z Piasków Czasu. Zdolnościami od dżina są m.in. małe tornada i tarcza.